# Samuel King (Maler)

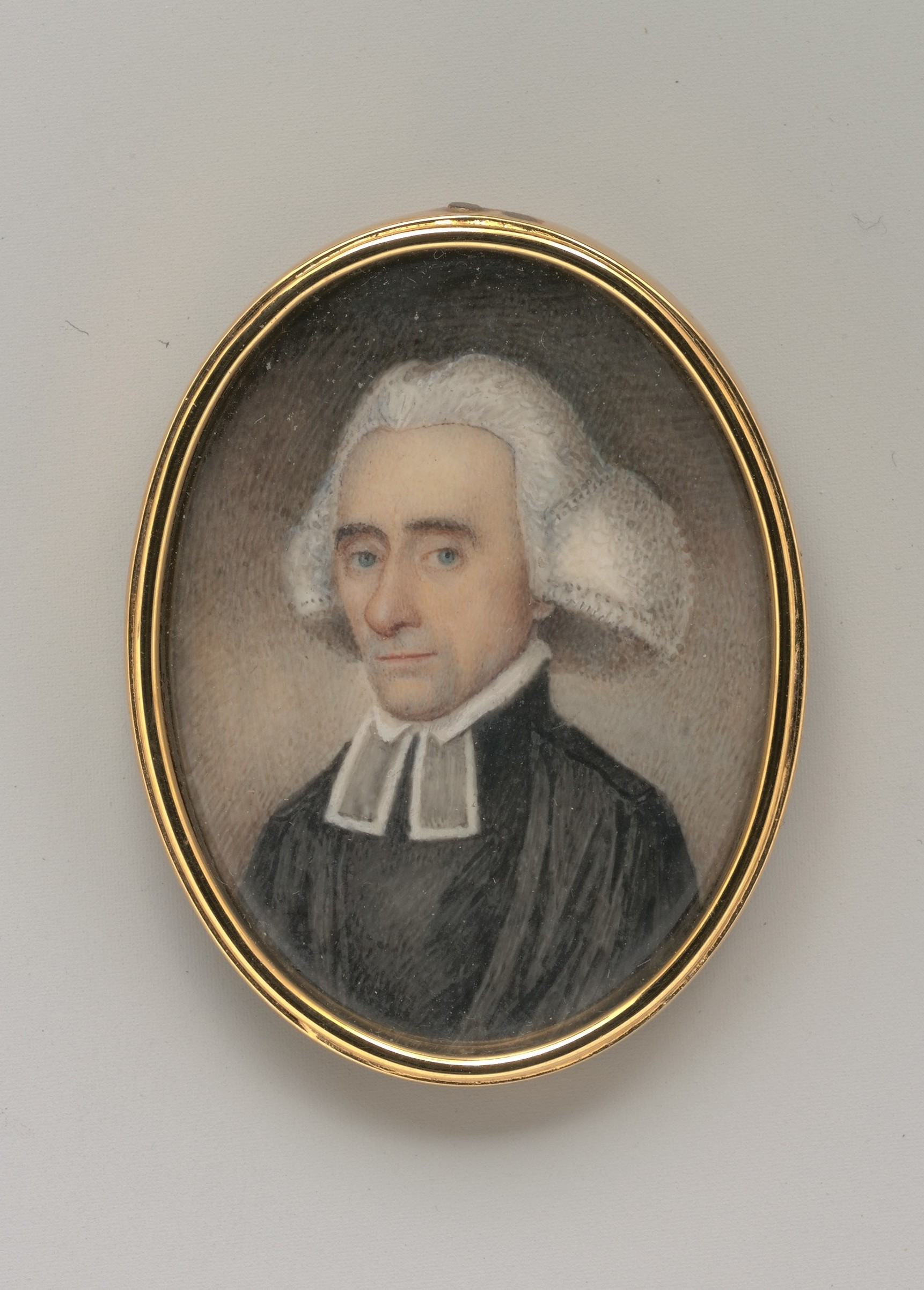
Samuel King: Reverend Ezra Stiles (1770). Metropolitan Museum of Art

Samuel King (* 24. Januar 1748 in Newport, Rhode Island; † 20. Dezember 1819 in ebenda) war ein US-amerikanischer Porträtmaler, Miniaturist, Rahmenmacher, Instrumentenbauer und Lehrer.

## Leben
Samuel King wurde 1748 in Newport geboren und blieb bis zu seinem Tod im Jahr 1819 dort ansässig, mit Ausnahme eines kurzen Aufenthalts in Salem, Massachusetts, von 1771 bis 1772. Er war der Sohn eines Instrumentenbauers und wurde bereits in jungen Jahren nach Boston geschickt, um das Malerhandwerk zu erlernen. Im Jahr 1770 heiratete er Amy Vernon, die Tochter des wohlhabenden Kaufmanns Samuel Vernon. Durch diese Verbindung erhielt er Zugang zu einem einflussreichen gesellschaftlichen Umfeld in Newport, was seiner künstlerischen Laufbahn zugutekam. Samuel King arbeitete als Porträtmaler, Anstreicher, Kutschendekorateur, Rahmenhersteller und Graveur. Zudem führte er die Herstellung mathematischer und navigatorischer Instrumente fort, die sein Vater begründet hatte. Trotz seiner künstlerischen Tätigkeit blieb er sein ganzes Leben lang im Familienbetrieb tätig, da er mit der Malerei allein kein ausreichendes Einkommen erzielen konnte.
Zu seinen Schülern gehörten mehrere bedeutende amerikanische Künstler, darunter Edward Greene Malbone, Washington Allston, Anne Hall und Charles Bird King, der nicht mit ihm verwandt war.

## Werk

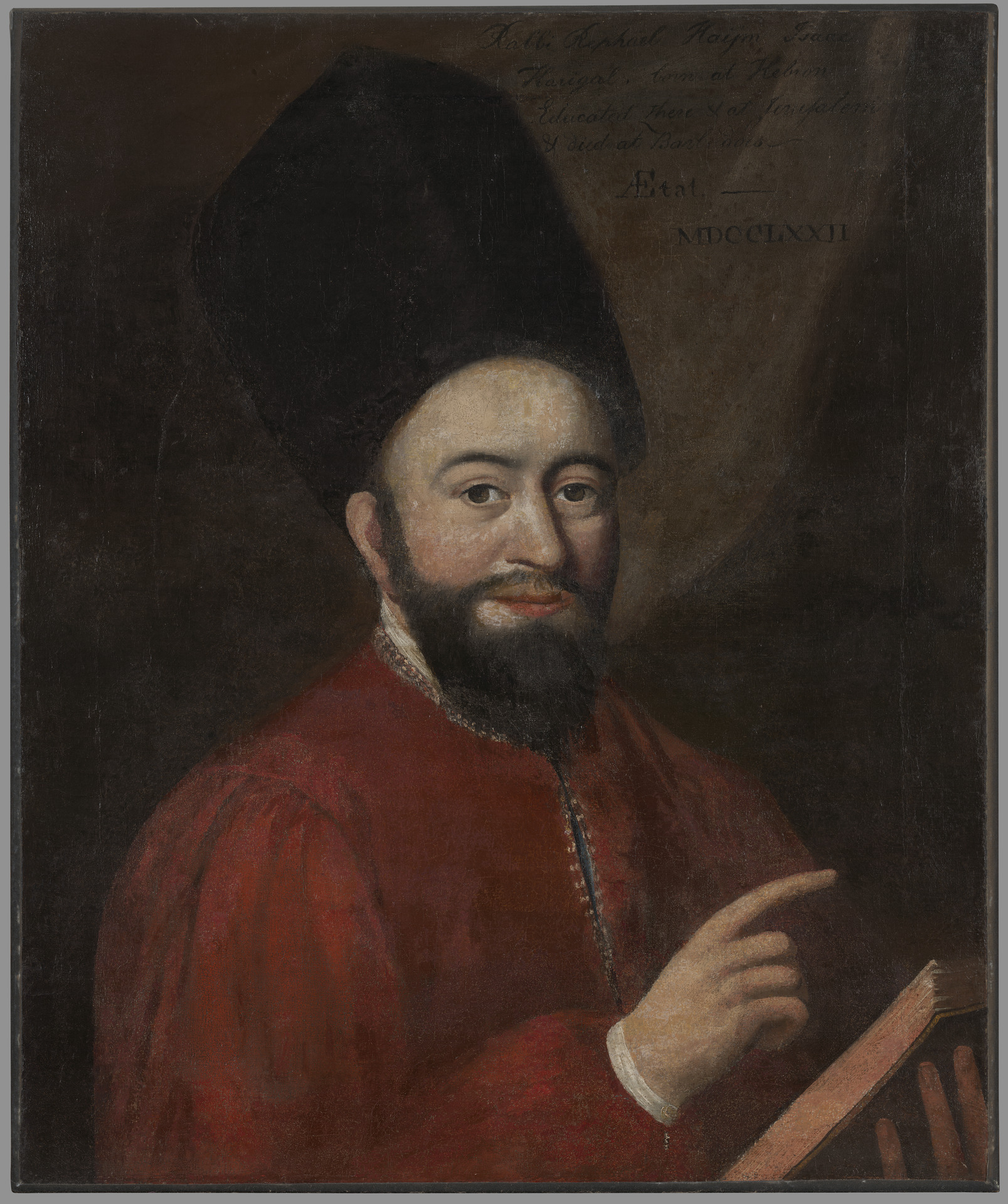
Samuel King: Rabbi Raphael Haijm Isaac Karigal (1733–1777). Yale University Art Gallery.

Samuel King ist vor allem für seine Miniaturporträts bekannt. Eines seiner frühesten Werke war ein Porträt von Reverend Dr. Ezra Stiles, dem späteren Präsidenten des Yale College und Trauzeugen Kings. Im Jahr 1779 schickte King ein großformatiges Porträt sowie zehn Miniaturporträts von General George Washington nach Paris, um sie dort zu verkaufen. Sein Stil war geprägt von Detailtreue und einem zurückhaltenden Klassizismus, was insbesondere in seinen Miniaturen zum Ausdruck kam. Darüber hinaus zeigte er seine Vielseitigkeit durch allegorische Darstellungen auf großformatigen Bannern, die 1783 und 1784 vor dem Rhode Island State House präsentiert wurden. Diese Werke feierten das Ende des Amerikanischen Unabhängigkeitskriegs und stellten General Washington sowie andere Figuren in heroischen Szenen dar.